# Diplocarpa curreyana
Diplocarpa curreyana är en svampart som beskrevs av Massee 1895. Diplocarpa curreyana ingår i släktet Diplocarpa, ordningen disksvampar, klassen Leotiomycetes, divisionen sporsäcksvampar och riket svampar.   Inga underarter finns listade i Catalogue of Life.